# Solvang

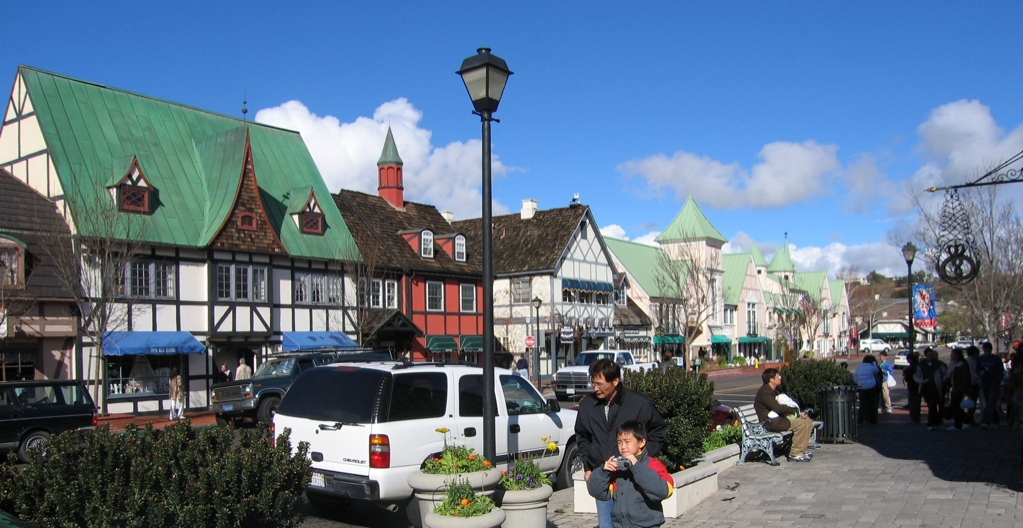
Solvang

Solvang to miasto w  Kalifornii w Stanach Zjednoczonych (duń: "Słoneczne Pole") liczące 5 332 mieszkańców.
Zostało założone w 1911 roku na byłym hiszpańskim terytorium przez grupę duńskich kolonistów. Założyciele tego miasta pierwotnie zamieszkiwali środkowe USA, ale przenieśli się stamtąd by uciec od tamtejszych mroźnych zim.
W mieście znajdują się liczne piekarnie, cukiernie i restauracje oferujące typowe duńskie potrawy. Architektura miasta jest w typowym, tradycyjnym duńskim stylu. Jedną z atrakcji jest kopia słynnej kopenhaskiej Syrenki, jak również popiersie sławnego duńskiego bajkopisarza Hansa Christiana Andersena. Wiele scen z filmu drogi, Sideways, który w 2004 roku otrzymał Oscara, zostało sfilmowane w Solvang i w pobliskim Buellton.
Solvang jest odwiedzane przez około 1,7 mln turystów rocznie. W mieście w okresie letnim organizowane są liczne festiwale a Muzeum Elverhoj wystawia ekspozycje dotyczące duńskiej kultury.